# Nikkoaspis simaoensis
Nikkoaspis simaoensis är en insektsart som beskrevs av Hu 1987. Nikkoaspis simaoensis ingår i släktet Nikkoaspis och familjen pansarsköldlöss. Inga underarter finns listade i Catalogue of Life.